# Pologne au Concours Eurovision de la chanson 2020
La Pologne était l'un des quarante et un pays participants prévus du Concours Eurovision de la chanson 2020, qui aurait dû se dérouler à Rotterdam aux Pays-Bas. Le pays aurait été représenté par la chanteuse Alicja Szemplińska et sa chanson Empires, sélectionnées via le télé-crochet Szansa na Sukces - Eurowizja 2020. L'édition est finalement annulée en raison de la pandémie de Covid-19.

## Sélection
Le diffuseur polonais TVP confirme sa participation à l'Eurovision 2020 le 2 octobre 2019. Le diffuseur annonce le 2 janvier 2020 qu'il utilisera le format Szansa na Sukces comme sélection pour l'Eurovision 2020.

### Format
Le télé-crochet Szansa na sukces consiste en trois demi-finales et une finale. Lors de chaque demi-finale, sept artistes sont en compétition. Chacun d'entre eux interprète une cover. Au terme de chaque demi-finale, un seul artiste se qualifie pour la finale. Lors de celle-ci, chacun des trois artistes encore en lice interprète une cover et sa chanson pour l'Eurovision.
Lors des demi-finales, les qualifiés sont sélectionnés par le jury de l'émission, constitué de trois anciens représentants de la Pologne à l'Eurovision : Cleo, Michał Szpak et Gromee. Lors de la finale, le vainqueur est désigné via un vote mélangeant le télévote pour moitié et le vote du jury pour l'autre moitié.

### Émissions

#### Demi-finales
- Qualifiés

##### Première demi-finale
Lors de cette demi-finale, tous les participants interprètent une cover d'une chanson du groupe ABBA.
| Ordre | Artiste                   | Cover                                       |
| ----- | ------------------------- | ------------------------------------------- |
| 1     | Patryk Skoczyński         | Gimme! Gimme! Gimme! (A Man After Midnight) |
| 2     | Emilia Sanecka            | Waterloo                                    |
| 3     | Julia & Wiktoria Szlachta | Dancing Queen                               |
| 4     | Kasia Dereń               | Mamma Mia                                   |
| 5     | Amelia Andryszczyk        | SOS                                         |
| 6     | Sargis Davtyan            | Voulez-Vous                                 |
| 7     | Maja Hyży                 | Knowing Me, Knowing You                     |

##### Deuxième demi-finale
Lors de cette demi-finale, tous les participants interprètent une chanson ayant concouru à l'Eurovision.
| Ordre | Artiste            | Cover                   |
| ----- | ------------------ | ----------------------- |
| 1     | Damian Kulej       | Heroes                  |
| 2     | Paulina Czapla     | Amar pelos dois         |
| 3     | Weronika Curyło    | Dschinghis Khan         |
| 4     | Stashka            | If I Were Sorry         |
| 5     | Saszan             | Congratulations         |
| 6     | Alicja Szemplińska | To nie ja!              |
| 7     | Aleksandra Nykiel  | Save Your Kisses for Me |

##### Troisième demi-finale
Lors de cette demi-finale, tous les participants interprètent une chanson des Beatles
| Ordre | Artiste                 | Cover              |
| ----- | ----------------------- | ------------------ |
| 1     | Marek Kaliszuk          | Help!              |
| 2     | Nick Sinckler           | Can't Buy Me Love  |
| 3     | Basia Gąsienica Giewont | Love Me Do         |
| 4     | Albert Černý            | Please Please Me   |
| 5     | Norbert Legieć          | She Loves You      |
| 6     | Marzena Ryt             | Twist and Shout    |
| 7     | Adrian Makar            | A Hard Day's Night |

#### Finale
- Vainqueur

| Artiste            | Cover (Artiste original)    | Chanson Eurovision | Jury | Télévote | Total | Place |
| ------------------ | --------------------------- | ------------------ | ---- | -------- | ----- | ----- |
| Kasia Dereń        | Satellite (Lena)            | Count on Me        | 1    | 1        | 2     | 3     |
| Alicja Szemplińska | Euphoria (Loreen)           | Empires            | 5    | 5        | 10    | 1     |
| Albert Černý       | Fairytale (Alexander Rybak) | Lucy               | 3    | 3        | 6     | 2     |

La finale se conclut par la victoire d'Alicja Szemplińska et de sa chanson Empires, ainsi désignées représentantes de la Pologne pour l'Eurovision 2020.

## À l'Eurovision
La Pologne aurait participé à la deuxième demi-finale, le 14 mai puis, en cas de qualification, à la finale du 16 mai 2020.
Le 18 mars 2020, l'annulation du Concours en raison de la pandémie de Covid-19 est annoncée.